# Isopren
Isopren (též izopren), systematický název 2-methylbuta-1,3-dien, je nenasycený uhlovodík odvozený z 1,3-butadienu, od něhož se liší methylovou skupinou na druhém uhlíku. Za pokojové teploty je to bezbarvá prchavá kapalina, velmi hořlavé a zápalné povahy.
Isopren slouží jako stavební jednotka pro tvorbu přírodních látek isoprenoidů, které dále dělíme na terpeny, jež jsou obsaženy hlavně v rostlinách, a steroidy, vyskytující se jak v říši rostlinné, tak i živočišné.
Isopren se používá v chemickém průmyslu. Získává se především jako vedlejší produkt při krakování nafty či ropy. Z většiny získaného izoprenu se prostřednictvím polymerizace syntetizuje cis-1,4-polyisopren, což je látka, jež tvoří hlavní součást přírodního kaučuku. Tento polymer proto slouží jako jeho umělá varianta. Jiná pružná přírodní látka – gutaperča – je tvořena především trans-1,4-polyisoprenem, což je na rozdíl od přírodního kaučuku trans-izomer polymerovaného isoprenu. Díky tomu je gutaperča kromě jiného mnohem méně elastická.